# Renard Glacier
Renard Glacier är en glaciär i Antarktis. Den ligger i Västantarktis. Argentina, Chile och Storbritannien gör anspråk på området. Renard Glacier ligger 652 meter över havet.
Terrängen runt Renard Glacier är bergig söderut, men norrut är den kuperad. Havet är nära Renard Glacier åt nordost. Trakten är obefolkad. Det finns inga samhällen i närheten. 